# Christi Thomas
Christi Michelle Thomas (Buford, 14 agosto 1982) è un'ex cestista statunitense, professionista nella WNBA.

## Carriera
È stata selezionata dalle Los Angeles Sparks al primo giro del Draft WNBA 2004 (12ª scelta assoluta).